# 薩克森-魏森費爾斯的索菲亞 (1654-1724)
薩克森-魏森費爾斯的索菲亞（德語：Sophia von Sachsen-Weißenfels，1654年6月23日—1724年3月31日），安哈特-采爾布斯特親王妃，薩克森-魏森費爾斯公爵奧古斯特的女兒。

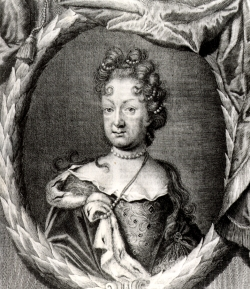

## 家庭
1676年，索菲亞和安哈特-采爾布斯特親王卡爾·威廉結婚，兩人共有2子1女：
1. 約翰·奧古斯特（1677年—1742年）
2. 卡爾·奧古斯特（1678年—1693年），早逝
3. 瑪格達列娜（1679年—1740年）